# 펩티도글리칸
펩티도글리칸(영어: peptidoglycan)은 원핵생물의 세포벽의 주성분으로써 다당류의 짧은 펩티드 고리가 결합한 화합물이다. 세균이 환경의 강한 삼투압을 견디고 독특한 형태를 유지할 수 있는 것은 펩티도글리칸층이 세포를 둘러싸고 있기 때문에 원핵생물인 세균은 강한 삼투압에 견디고 고유의 형태를 유지할 수 있다. 세균은 식물세포층과 마찬가지로 세포벽이 있어 세포 모양을 유지하고 세포를 보호한다. 그러나 식물세포의 세포벽은 주성분이 셀룰로스인 반면 세균의 세포벽은 펩티도글리칸과 지질 다당류로 구성되어 있다.

## 구조
다당사슬에 비교적 짧은 펩티드사슬이 결합한 화합물의 총칭이다. 특히 세균이나 남조(藍藻) 세포벽의 골격구조인 N-아세틸글루코사민과 N-아세틸뮤라민산이 반복된 다당사슬에 펩티드곁사슬이 붙은 사슬모양화합물이다. 세균세포표층이 하나의 펩티도글리칸층을 구성하며 세균이 강한 삼투압에 견디고 독특한 형태를 유지할 수 있는 것은 이 층이 세포를 둘러싸고 있기 때문이다.
이 구조체를 무레인이라고도 하며, 자루모양의 하나의 거대분자로 간주하며 세균의 종류에 따라 미세구조에 차이는 있지만 기본적으로는 상당히 유사한 구조를 갖는다. N-아세틸글루코사민과 N-아세틸뮤라민산의 다당사슬은 그 펩티드사슬부분의 가교구조에 의해 망상 · 격자상으로 다수 배열하여 거대한 3차원구조를 형성한다. 이 펩티드가교는 세균 종류에 따라 차이를 보인다.

## 생물학 특성

### 그람 염색
세포벽에서 펩티도글리칸이 차지하는 두께는 세포의 종류에 따라 다양한데, 이를 이용하여 세균을 두 종류로 분류할 수 있다. 세균을 염색하는 대표적인 방법인 그람 염색법으로 세균을 염색할 때, 펩티도글리칸 층이 두꺼운 세균은 보라색으로 염색되며, 펩티도글리칸 층이 상대적으로 얇은 세균은 붉은색으로 염색된다. 이때 보라색으로 염색되는 세균을 '그람양성균(Gram-positive bacteria)', 붉은색으로 염색되는 세균을 '그람음성균(Gram-negative bacteria)'이라고 한다. 그람양성균은 펩티도글리칸 층의 두께가 약 20~80 nm이며, 그람음성균은 약 7~8 nm이다.

### 항균
세포의 성장과 함께 펩티도글리칸은 고도로 제어된 부분분해와 재합성을 반복하는 것으로 알려져 있지만, 생합성은 우리딘이인산에 결합한 N-아세틸뮤라밀펩티드 단위가 세포막성분인 박토프레놀의 인산에스테르로 전이하는 과정을 포함하며 펩티드사슬말단의 D-알라닌잔기가 가교결합을 형성하는 단계에서 종료한다. 이 마지막 단계를 촉매하는 펩티드전이효소는 페니실린 등 β-락탐계 항생물질에 의해 강한 저해를 받는데 이것이 페니실린의 항균작용의 원인이 된다. 눈물과 체액에 포함된 라이소자임(lysozyme)과 같은 효소는 펩티도글리칸의 β-(1,4)-글리코시드 결합을 분해하는 활성을 가지고 있어 세균의 세포벽을 파괴한다.

## 같이 보기
- 다당류
- 그람 염색
- 세포벽
- 페니실린
- 라이소자임